# 여자들만 사는 거리
"여자들만 사는 거리"는 한국에서 제작된 김호선 감독의 1976년 영화이다. 송재호 등이 주연으로 출연하였고 한갑진 등이 제작에 참여하였다.

## 출연

### 주연
- 송재호
- 유미나
- 박병호
- 도금봉